# 切爾卡瑟區
切爾卡瑟區（烏克蘭語：Черкаський район）是烏克蘭切爾卡瑟州的一個區，行政中心設於切爾卡瑟，人口数量为591,313人（2021年估计）。

## 历史
2020年7月18日作为乌克兰行政区划改革的一部分，切爾卡瑟州的区份数量减至4个，切尔卡瑟区的面积显著增加。原奇希林區、卡姆揚卡區、卡尼夫區、斯米拉區等四个区全部，科爾孫-舍甫琴柯夫斯基區和霍羅迪謝區的部分，以及切爾卡瑟、卡尼夫和斯米拉三个州辖市合并至切尔卡瑟区。改革前切尔卡瑟区的面积为1,617平方公里，2020年人口数量为73,883人。

## 行政区划
切尔卡瑟区下分为26个市镇，以下依市鎮人口由多到少排列：
- 切爾卡瑟市鎮（烏克蘭語：Черкаська міська громада）
- 斯米拉市鎮（烏克蘭語：Смілянська міська громада）
- 卡尼夫市鎮（烏克蘭語：Канівська міська громада）
- 霍羅迪謝市鎮（烏克蘭語：Городищенська міська громада）
- 科爾孫-舍甫琴基夫斯基市鎮（烏克蘭語：Корсунь-Шевченківська міська громада）
- 卡姆揚卡市鎮（烏克蘭語：Кам'янська міська громада (Черкаська область)）
- 奇希林市鎮（烏克蘭語：Чигиринська міська громада）
- 莫什尼（烏克蘭語：Мошни）市鎮（烏克蘭語：Мошнівська сільська громада）
- 紅斯洛博達市鎮（烏克蘭語：Червонослобідська сільська громада）
- 魯斯卡波利亞納（烏克蘭語：Руська Поляна）市鎮（烏克蘭語：Руськополянська сільська громада）
- 巴拉克萊亞（烏克蘭語：Балаклея）市鎮（烏克蘭語：Балаклеївська сільська громада）
- 羅特米斯特里夫卡（烏克蘭語：Ротмістрівка）市鎮（烏克蘭語：Ротмістрівська сільська громада）
- 比洛濟爾亞市鎮（烏克蘭語：Білозірська сільська громада）
- 萊斯基市鎮（烏克蘭語：Леськівська сільська громада）
- 斯泰潘基（烏克蘭語：Степанки (Черкаський район)）市鎮（烏克蘭語：Степанківська сільська громада）
- 斯泰潘齊（烏克蘭語：Степанці）市鎮（烏克蘭語：Степанецька сільська громада）
- 纳布蒂夫（烏克蘭語：Набутів）市鎮（烏克蘭語：Набутівська сільська громада）
- 米哈伊利夫卡市鎮（烏克蘭語：Михайлівська сільська громада (Черкаська область)）
- 貝雷茲尼亞基（烏克蘭語：Березняки (Черкаський район, Березняківська громада)）市鎮（烏克蘭語：Березняківська сільська громада）
- 泰爾尼夫卡（烏克蘭語：Тернівка (Черкаська область)）市鎮（烏克蘭語：Тернівська сільська громада）
- 姆利伊夫市鎮（烏克蘭語：Мліївська сільська громада）
- 薩胡尼夫卡市鎮（烏克蘭語：Сагунівська сільська громада）
- 布迪謝（烏克蘭語：Будище (Черкаський район)）市鎮（烏克蘭語：Будищенська сільська громада）
- 博布里察市鎮（烏克蘭語：Бобрицька сільська громада）
- 梅德韋迪夫卡市鎮（烏克蘭語：Медведівська сільська громада）
- 利普利亞韋市鎮（烏克蘭語：Ліплявська сільська громада）